# Roger Aguilar Salazar
Roger Hervé Aguilar Salazar (Mérida, Yucatán, México; 12 de septiembre de 1938-Ib., 5 de septiembre de 2018) fue un político mexicano, oriundo de Yucatán. Fue diputado electo a la Cámara de Diputados de México del Congreso de la Unión.

## Biografía
Fue el noveno hijo del matrimonio formado por Eudaldo Aguilar Noguera, campesino conkaleño, y Marcela Salazar Zapata. Estudió para ser normalista en la Escuela Normal de San Diego, Tekax, y de 1961 a 1966 estudió en la Escuela Normal Superior de la metrópoli la especialidad en matemáticas. Impartió clases en primarias de Yaxcabá, Kantunil, Xocchel, Conkal y Tahmek, así como en las secundarias Federal N.º 1 y Federal N.º 5.
Se casó con Mirna Buenfil Valencia, con quien tuvo tres hijos: Tania Violeta, Nadia Alida y Fidel Efraín Aguilar Buenfil.

### Elecciones 2018
Aguilar Salazar participó en las elecciones de 2018 con la coalición de Juntos Haremos Historia. Al principio, se le declaró electa, y hasta se le dio constancia del triunfo a Cecilia Patrón Laviada, hermana del exgobernador Patricio Patrón Laviada. Más tarde, el Tribunal Electoral del Poder Judicial de la Federación le revocó el triunfo a Patrón Laviada y se ordenó que se diera la constancia de mayoría a Aguilar Salazar. No obstante, Patrón Laviada pordría alcanzar un curul en la Cámara de Diputados por la vía plurinominal.

### Fallecimiento
El sábado 1 de agosto de 2018, el diputado electo sufrió un derrame cerebral. Posteriormente fue internado. Falleció el 5 de septiembre de 2018 en el Hospital Regional de Alta Especialidad ubicado en la ciudad de Mérida.